# Cephaloziellaceae
Cephaloziellaceae es una familia de musgos hepáticas del orden Jungermanniales. Tiene los siguientes géneros:

## Taxonomía
Cephaloziellaceae fue descrita por Charles Isidore Douin y publicado en Mémoires de la Société Botanique de France 29: 1. 1920.

## Géneros
- Allisoniella
- Cephalomitrion
- Cephaloziella
- Cephaloziopsis
- Cylindrocolea
- Dichiton
- Evansia
- Kymatocalyx
- Prionolobus